# Fekete szemek

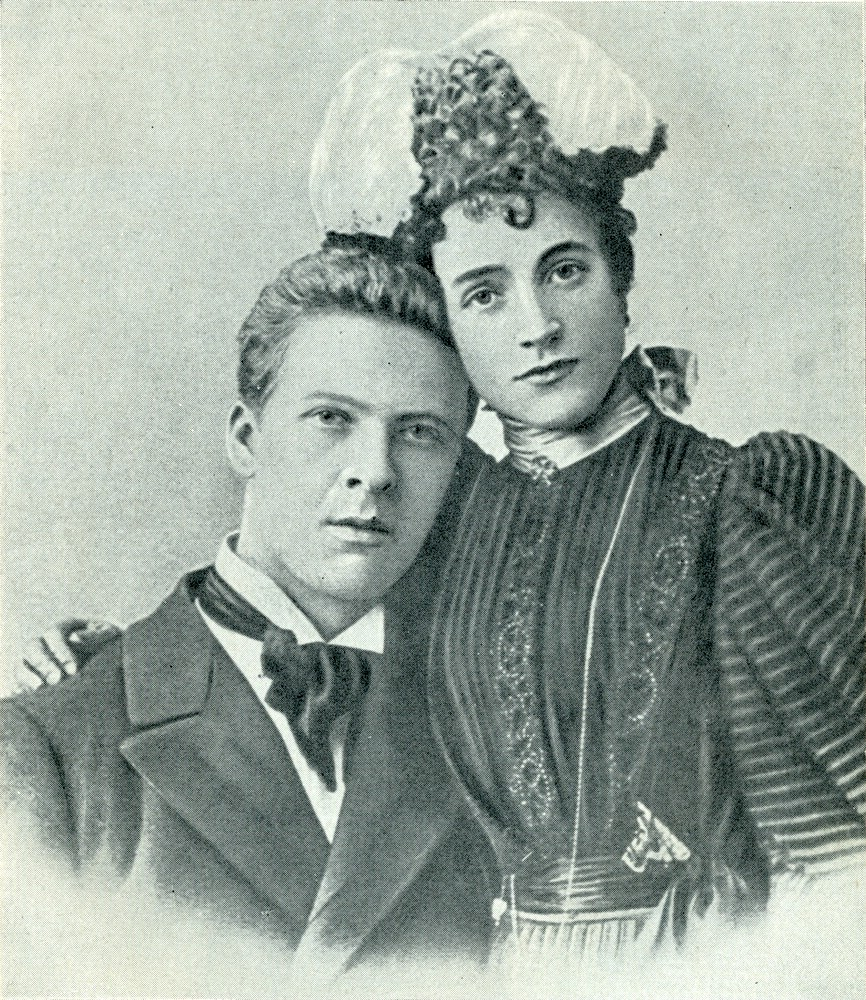
Fjodor Ivanovics Saljapin és felesége, Iole Tornaghi

A Fekete szemek (oroszul: Очи чёрные, Ocsi csornije) a világon az egyik legismertebb orosz dal; műfaját tekintve románc. Szövegét Jevgenyij Grebenka ukrán költő, zenéjét Florian Hermann írta. A szöveg 1843-ban jelent meg az Irodalmi újságban (Литературная газета – Lityeraturnaja gazeta). Florian Hermann eloroszosodott német volt. Így tehát a legismertebb orosz cigányrománc szerzőinek egyike sem volt orosz. A vers már 1843-ban megjelent nyomtatásban, míg a románcot csak 1884-ben publikálták először.
A dalt a világon szinte minden jelentős énekes, így Fjodor Saljapin, Viszockij, de még Louis Armstrong is előadta.
Fjodor Saljapin énekel

## Dalszöveg
Очи черные, очи страстные
Очи жгучие и прекрасные
Как люблю я вас, как боюсь я вас
Знать, увидел вас я в недобрый час
Ох, недаром вы глубины темней!
Вижу траур в вас по душе моей,
Вижу пламя в вас я победное:
Сожжено на нем сердце бедное.
Но не грустен я, не печален я,
Утешительна мне судьба моя:
Всё, что лучшего в жизни бог дал нам,
В жертву отдал я огневым глазам!

## Híres felvételek
- Louis Armstrong
- Alfredo And His Famous Gypsy Band
- Al Bowlly
- Will Bradley
- Sophie Milman
- Viszockij
- Plácido Domingo
- The Barry Sisters
- Daniela Bisenius
- Alla Boriszovna Pugacsova
- André Rieu and his Johann Strauss Orchestra
- Pomplamoose
- Chet Atkins
- Django Reinhardt
- Stan Getz és Dizzy Gillespie
- Al Bowlly
- Gipsy Moon
- Jelena Milosević
- Patricia Kaas
- Frank Sinatra
- Mireille Mathieu
- Benkó Dixieland Band
- Rutkai Bori